# Sturmvorhersager

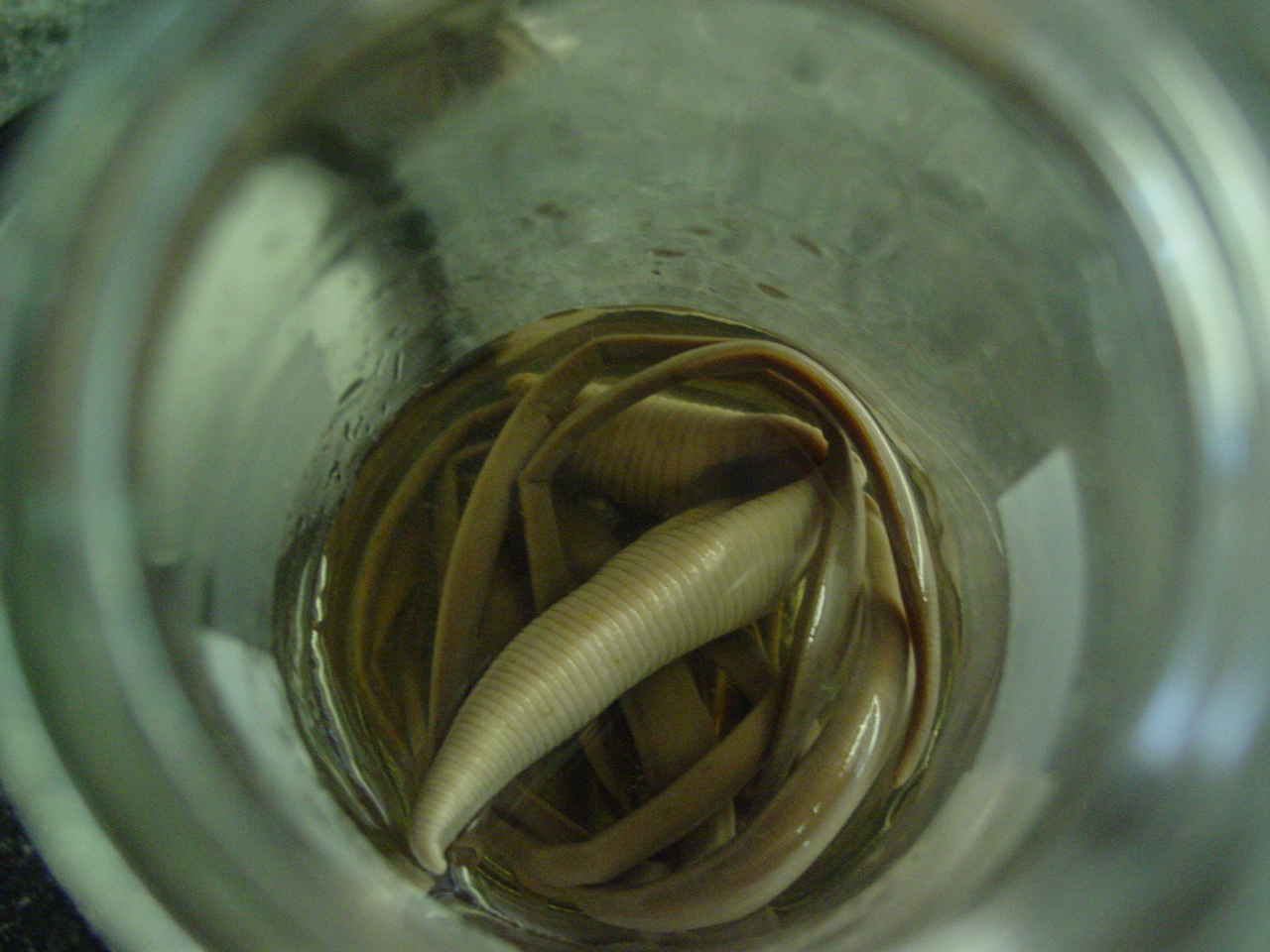
George Merryweather vertraute auf die Wetterfühligkeit von Blutegeln in Glasbehältern.

Der Sturmvorhersager (englisch Tempest Prognosticator) war ein Anfang der 1850er Jahre entwickelter Apparat, der auf Beobachtungen beruhte, gemäß denen sich Egel und insbesondere medizinische Blutegel in Gefäßen je nach Wetterlage eigentümlich verhielten.
Das einfach auch „Egelbarometer“ (englisch Leech Barometer) genannte Gerät sollte dieses sonst dem Wetterfrosch nachgesagte Verhalten zur Vorhersage von Stürmen und ähnlichen atmosphärischen Turbulenzen nutzen. Es konnte aber trotz seiner Ausstellung im Londoner Kristallpalast 1851 nicht das Sturmglas verhindern, das wenige Jahre später den Markt eroberte.

## Apparat und Funktionsweise
Der Erfinder des Sturmvorhersagers, George Merryweather, holte sich nach eigener Aussage seine Inspiration aus Edward Jenners Naturgedicht Signs of Rain und aus den Versen “The leech disturbed is newly risen; Quite to the summit of his prison.” (deutsch: „In Aufruhr versetzt steigt der Egel von neuem nach oben; in seinem Gefängnis bis ganz hinauf.“) Merryweather führte dieses Verhalten als Reaktion auf elektromagnetische Veränderungen in der Atmosphäre zurück, wie sie beispielsweise durch Gewitter hervorgerufen wurden. Den Apparat, den er zuerst “Atmospheric Electromagnetic Telegraph, conducted by Animal Instinct” (deutsch: „Atmosphärisch-elektromagnetischer Telegraf, gelenkt durch Tierinstinkt“) nannte, entwarf er 1850 und führte auch Tests durch, deren Ergebnisse er in einem erhaltenen Notizbuch festhielt. Die Apparatur ließ er in verschiedenen Versionen bauen, von der kostengünstigen bis zur prachtvollen, die an indische Tempelanlagen erinnerte und während der Weltausstellung von 1851 im Kristallpalast zu sehen war. Diese Luxusausführung und seine Forschungen präsentierte er am 27. Februar 1851 vor der Whitby Literary and Philosophical Society (in deren Museum er ehrenamtlicher Kurator war) in einem rund dreistündigen Vortrag mit dem Titel Essay explanatory of the Tempest Prognosticator in the building of the Great Exhibition for the Works of Industry of All Nations.
Der Sturmvorhersager bestand aus zwölf Glasbehältern, die im Kreis um eine Signalglocke angeordnet waren. Am oberen Ende jedes Glases befand sich ein Schnappmechanismus ähnlich einer Mausefalle, bestehend aus einer kleinen Metallröhre, einem Draht, der mit dem Schlaghammer der Glocke verbunden war, und einem Stückchen Walknochen, das den Draht fixierte. Wie nun ein aufziehendes Unwetter angekündigt wurde, erklärte Merryweather folgendermaßen:

“After having arranged this mouse trap contrivance, into each bottle was poured rain water, to the height of an inch and a half; and a leech placed in every bottle, which was to be its future residence; and when influenced by the electromagnetic state of the atmosphere a number of leeches ascended into the tubes; in doing which they dislodged the whalebone and caused the bell to ring.”

„Nachdem diese Mausefalle eingerichtet war, wurden in die Flaschen jeweils eineinhalb Inches hoch Regenwasser gegossen; sodann kam ein Egel in jede Flasche als sein zukünftiges Heim. Unter dem Einfluss der elektromagnetischen Aufladung der Atmosphäre krochen stets einige der Egel in die Röhren hinauf und lösten das Walknöchelchen, was die Glocke zum Klingeln brachte.“

Die Röhren sollten so eng sein, dass ein Egel normalerweise nicht hineinkriechen würde; nur ein nahender Sturm brächte ihn dazu. Jedes einzelne Klingeln zeigte an, dass ein Egel ein Unwetter erwartete; je öfter die Glocke ertönte, umso wahrscheinlicher wäre das. Merryweather sah seine Egel als eine “jury of philosophical councilors” (deutsch: „Jury philosophischer Ratgeber“) an. Die kreisförmige Anordnung der Glasbehälter ähnelte den damals aufkommenden panoptischen Gefängnissen. Merryweather wies darauf hin, dass der gegenseitige Sichtkontakt die Egel vor den Leiden gesonderter Einschließung bewahren würde.

## Markterfolg und Nachbauten
Merryweather versuchte die britische Regierung zur Anschaffung seines Barometers zu bewegen, um es entlang der englischen Küste zur Sturmwarnung einzusetzen, doch ohne Erfolg. An Stelle des Sturmvorhersagers setzte sich später Robert FitzRoys Sturmglas durch. Die Methode ging aber nicht ganz vergessen. In dem Selbsthilfe-Katalog Enquire within von 1884 ist ein Egelbarometer zum Selbstbau beschrieben:

“Leech Barometer: Take an eight-ounce phial, and put in it three gills of water, and place in it a healthy leech, changing the water in summer once a week, and in winter once a fortnight, and it will most accurately prognosticate the weather. If the weather is to be fine, the leech lies motionless at the bottom of the glass, and coiled together in a spiral form; if rain may be expected, it will creep up to the top of its lodgings, and remain there till the weather is settled; if we are to have wind, it will move through its habitation with amazing swiftness, and seldom goes to rest till it begins to blow hard; if a remarkable storm of thunder and rain is to succeed, it will lodge for some days before almost continually out of the water, and discover great uneasiness in violent throes and convulsive-like motions; in frost as in clear summer-like weather it lies constantly at the bottom; and in snow as in rainy weather it pitches its dwelling in the very mouth of the phial. The top should be covered over with a piece of muslin.”

„Egelbarometer: Man nimmt eine Acht-Unzen-Phiole, gießt drei Viertelpinten Wasser dazu und setzt dann einen gesunden Egel hinein, wobei man des Sommers das Wasser einmal die Woche und des Winters alle vierzehn Tage wechseln muss, und es wird das Wetter höchst genau vorhergesagt. Bei gutem Wetter wird der Egel regungslos und in eine Spirale zusammengerollt am Grund des Glases liegen; bei nahendem Regen wird er hinaufkriechen und oben bleiben, bis das Wetter wieder gut ist; bei heraufziehendem Wind wird er sich mit großer Geschwindigkeit durch seine Behausung bewegen und fast nie zur Ruhe kommen, bevor nicht heftige Windstöße beginnen; wenn ein eigentlicher Gewittersturm mit Regen kommen sollte, dann wird er schon Tage vorher außerhalb des Wasser sich aufhalten und große Unruhe mit heftigen Krämpfen und geradezu Konvulsionen zeigen; bei Frost und klarem Wetter wie im Sommer liegt er ständig am Boden; und bei Schneefall wie bei Regen steckt er sein Lager im Flaschenhals auf. Das obere Ende der Phiole sollte mit einem Stück Musselin abgedeckt sein.“

Zwar ist kein originaler Tempest Prognosticator erhalten geblieben, und es ist nicht bekannt, ob Merryweathers Geräte jemals auf den Markt kamen; doch entstand hundert Jahre nach der Weltausstellung von 1851 anlässlich des Festival of Britain 1951 nach den Beschreibungen Merryweathers und einem Kupferstich ein Modell des Geräts im Kristallpalast, das im Dome of Discovery in London ausgestellt wurde. Nach der Ausstellung erhielt es das Museum von Whitby als Geschenk, wo es in die Objektausstellung übernommen wurde. Ein weiterer Nachbau findet sich in der Barometer World in Okehampton.